# 巴尼奥-阿里波利
巴尼奥-阿里波利（義大利語：Bagno a Ripoli），是意大利托斯卡纳大区佛罗伦萨广域市的一个市镇。总面积74.09平方公里，人口25913人，人口密度349.8人/平方公里（2009年）。ISTAT代码为048001。